# Lanyon, Lynn and Lanyon

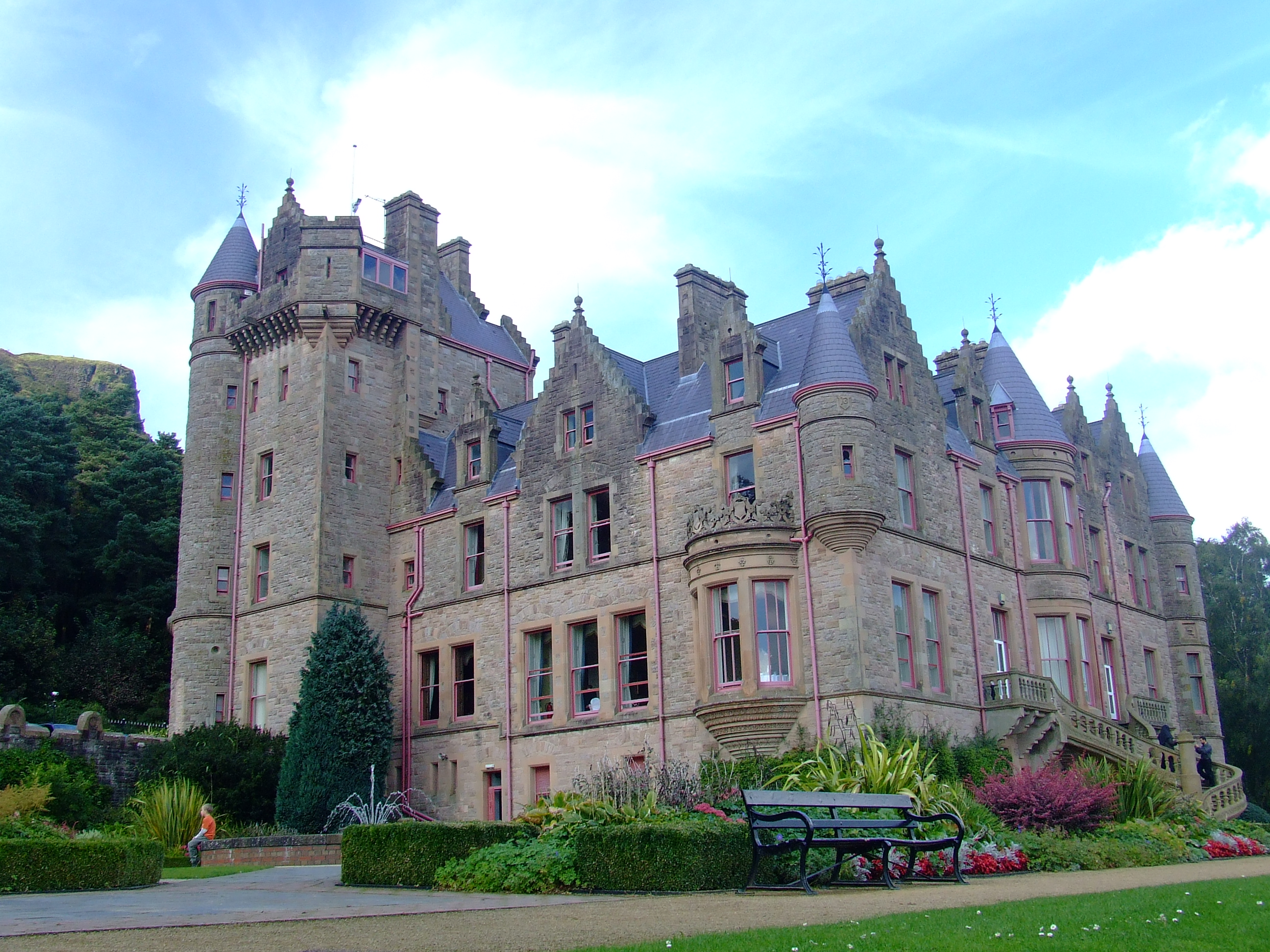
Belfast Castle, progettato dalla Lanyon, Lynn & Lanyon

Lanyon, Lynn & Lanyon, Ingegneri civili e architetti era un'impresa edile che lavorò molto durante il diciannovesimo secolo principalmente a Dublino e a Belfast, dove fu l'impresa leader nel settore durante il decennio 1860. I soci erano Charles Lanyon, William Henry Lynn, e il figlio di Charles, John Lanyon.
Charles Lanyon era a capo dell'impresa e il più famoso dei tre. Nel 1854, fece una partnership con Lynn, il suo apprendista. Tra i loro progetti troviamo Sinclair Seaman's Presbyterian Church  in stile Gotico "Lombardo" a Belfast, e le banche in stile gotico veneziano a Newtownards, Contea di Down, e a Dungannon, Contea di Tyrone.
Lanyon, Lynn & Lanyon fu creata quando John Lanyon divenne socio junior nel 1860. La partnership con Lynn finì nel 1872.

## Progetti
I progetti degli edifici della Lanyon, Lynn & Lanyon comprendono:
| Edificio                                   | Data      | Luogo                                              | Stile e note |
| ------------------------------------------ | --------- | -------------------------------------------------- | --- |
| Sion Mill                                  | 1853      | Sion Mills, Contea di Tyrone                       | mulino di lino |
| Sandford Road Church of Ireland            |           | Ranelagh, Dublino                                  | prima commissione a Dublino dell'impresa |
| Unitarian Church                           | 1861–1863 | St. Stephen's Green, Dublino                       | descritta nel necrologio di Lynn come "Il miglior esempio esistente di chiesa in Architettura neogotica su una strada stretta" |
| St. Andrew's Church                        | 1862–1866 | St Andrew Street, Dublino                          | "un'ambiziosa chiesa gotica in un luogo angusto" |
| Chester Town Hall                          | 1862–1869 | Chester                                            | "Lynn, apparentemente ignorando la richiesta di un edificio 'economico', incorpora numerosi capricci dello stile gotico e utilizza due tipi di arenaria locale, rosa e grigia" |
| Castello di Belfast                        | 1862–1870 | Cavehill Country Park, Belfast                     | Stile baronale scozzese in arenaria, con "sorprese" scala a chiocciola; il costo superò il previsto e l'impoverimento della famiglia ritardò il completamento |
| West Church                                | 1863      | Ballymoney Road, Ballymena                         | basalto nero in stile gotico inglese; distrutto dal fuoco nel 1926 e ricostruito |
| Charles Sheils Buildings                   | 1868      | Downpatrick, Contea di Down                        | insieme di ospizi con una torre campanaria |
| Clarence Place Hall                        |           | May Street, Belfast                                | per lo stile viene comparata a Chester Town Hall; photo |
| Magazzino per il lino per Moore e Weinberg | 1864      | 16–18 Donegall Square, North Belfast               | mattoni grigio-gialli, con interni "appositamente organizzati per l'esercizio dell'attività del lino in tutti i reparti"; ora trasfornato in Linen Hall Library |
| St. Thomas Church                          | 1869–1870 | Belfast                                            | "uno degli esempi più grande e più particolareggiati di alta architettura ecclesiastica gotico vittoriana"; arenaria bianca decorata con fasce in arenaria rossa e dischi e colonnette di marmi colorati; una scritta della posa sulla prima pietra definisce lo stile come "gotica francese di inizio periodo" |
| Dowdstown House                            | 1870      | vicino Navan a Leinster                            | in cui vengono utilizzati "molti dei trucchi pittoreschi" caratteristici dell'impresa |
| Portrush Town Hall                         | 1870–1872 | angolo tra Mark e Kerr, Portrush, Contea di Antrim | "edivicio gotico vittoriano molto vigoroso" con un "guazzabuglio di stili"; scozzese baronale con frontoni a gradoni e una torretta a "cappello da strega"; mattoni rossi con muratura a fasce color crema e nera                                                                                               |